# Alfredo Sanchis Cortés
Alfredo Sanchis Cortés (Valencia, 1932 − 31 de octubre de 2014) fue un dibujante de historietas y pintor español. 

## Biografía
Alfredo Sanchis se inició como dibujante de cómic en la editorial Valenciana, participando luego en la aventura independiente de Creo con su hermana menor María del Pilar Sanchis. En 1968 se integró en el equipo Art Studium, dedicado a la producción de libros ilustrados infantiles y series para el mercado exterior. Abandonó luego el medio para dedicarse a la acuarela.

## Obra
Historietística
| Años | Título                 | Guionista         | Tipo                               | Publicación                                   |
| ---- | ---------------------- | ----------------- | ---------------------------------- | --------------------------------------------- |
| 1954 | Comandos               |                   | Serial                             | Valenciana                                    |
| 1960 | Diana-Flores de azahar |                   | Serial con María del Pilar Sanchis | Creo                                          |
| 1960 | Robinson Crusoe        | Alfonso Arizmendi | Monografía                         | Valenciana: Selección de Aventuras Ilustradas |
| 1969 | Soldado Invicto        | Pedro Quesada     | Monografía                         | M. Rollán                                     |

Pictórica